# Eucalyptococcus hakeae
Eucalyptococcus hakeae är en insektsart som beskrevs av Qin 1988. Eucalyptococcus hakeae ingår i släktet Eucalyptococcus och familjen ullsköldlöss. Inga underarter finns listade i Catalogue of Life.